# 사원 (후한)
사원(射援, ? ~ ?)은 중국 후한 말기 ~ 삼국시대 촉한의 관료로, 자는 문웅(文雄)이며, 부풍군 사람이다.

## 생애
본래 사(謝)씨였으나, 선조인 사복(謝服)이 射로 개성하였다.
어릴 때부터 형 사견(射堅)과 함께 명성이 있었으며, 황보숭이 그를 비범하게 여겨 자신의 딸을 배필로 주었다.
헌제 초기에 삼보에 기근이 들었을 때, 사견과 함께 익주로 가 유장에게 몸을 의탁하였다.
촉한이 건국된 후, 승상 제갈량이 좨주(祭酒)에 임명하였다. 이후 종사중랑(從事中郞)으로 옮겼으나, 재임 중 죽었다.

## 같이 보기
- 삼국지 인물 목록